# Битка код Сарикамиша
Битка код Сарикамиша (рус. Сражение при Сарыкамыше; тур. Sarıkamış Muharebesi) је битка на Кавказу између Руске Империје и Османског царства у Првом светском рату. Битка је трајала од 22. децембар 1914. до 17. јануара 1915. У бици је руска војска остварила велику победу. Код Турака је та победа позната под називом Саракамишка трагедија. Само 18.000 војника је преживело од војске која је бројала око 100.000 војника.

## Увод
Русија је Кавкаски фронт сматрала мање важним од Источног фронта, где је учествовало највише војника, опреме и средстава. За време Руско-турског рата (1877—1878) Русија је заузела Карс. Због тога се бојала да ће Турска извршити инвазију Кавказа са намером да преотме Карс и луку Батуми.

## Снаге
Турски министар рата Енвер-паша је извршио мобилизацију турске 3. армије, која је имала између 95.000 и 190.000 војника. До тренутка доласка на границу 3. армија је имала 80.000 војника, јер је део дезертирао, а део промрзао крећући се планинама, које су биле покривене снегом.
Руска кавкаска армија, под командом Илариона Воронцова-Дашкова имала је у августу 1914. око 100.000 војника. Велики део те армије је прекомандован као појачање на Источни фронт, где су Руси имали велике губитке. Када је османска војска дошла до Кавказа начелник кавкаског штаба Николај Јуденич је имао на располагању 60.000 војника.

## Битка
Средином децембра Енвер-паша је дошао до Кавказа пролазећи кроз Јерменију. Енвер-паша је наредио својој војсци да нападају дуж многих путева са циљем да стигну до Саракамиша у исто време. Главни немачки војни саветник Ото фон Сандерс аргументовано се опирао томе плану, али Енвер-паша га није послушао. Генерал Воронцов је намеравао да повуче своје снаге у град Карс. Међутим Јуденич није хтео да се повуче, него је одлучио да брани Сарикамиш. Турска војска је била подељена на делове, који нису стигли пред Сарикамиш у исто време, него су стигли од 29. децембра 1914. до 3. јануара 1915. Прве дивизије, које су стигле заузеле су биле накратко западне делове града, па су биле одатле отеране. Како је стизала нова османска војска, тако је нападала без координације, а Руси су одбијали напад за нападом. Турски војници би остварили неке од својих циљева, али били су преуморни да се ефикасно боре. Битка је окончана 4. јануар 1915, а османска војска се повукла у потпуном расулу кроз планине усред зиме.

## Последице
Турски губици нису познати, али се процене крећу од 175.000 мртвих на 190.000 војника до најнижих процена о 60.000 мртвих на 90.000 војника. Највероватније је да је већина турских војника умрла због неодговарајуће зимске одеће и склоништа за време напада и повлачења. Био је то један изванредно скуп пораз за Турску. Само 18.000 турских војника је преживело ту битку. По губицима био је то најгори пораз у целом рату. Руски губици се процењују на 35.000 (турски извори).
Генерал Јуденич је постао командант руске кавкаске армије и покренуо је офанзиву у лето 1915. према Ерзинкану и језеру Ван. Енвер-паша после овога пораза предао је команду генералу Хафизу Хакију и никад више није командовао у бици турском војском.
Енвер-паша је за тај пораз кривио јерменске побуњенике да су нападали линије снабдевања турске војске. Због тога долази до геноцида над Јерменима. У фебруару 1915. свих 60.000 мобилизованих јерменских војника затворено је у радне логоре и после убијено. Јермене у близини фронта (слична је судбина задесила и људе далеко од линије фронта) потерали су да пешаче према негостољубивим пустињским крајевима Сирије и Месопотамије, а 24. априла су у Истанбулу и другим великим турским градовима хапшени и побијени јерменски интелектуалци.